# Paquebot à quatre cheminées

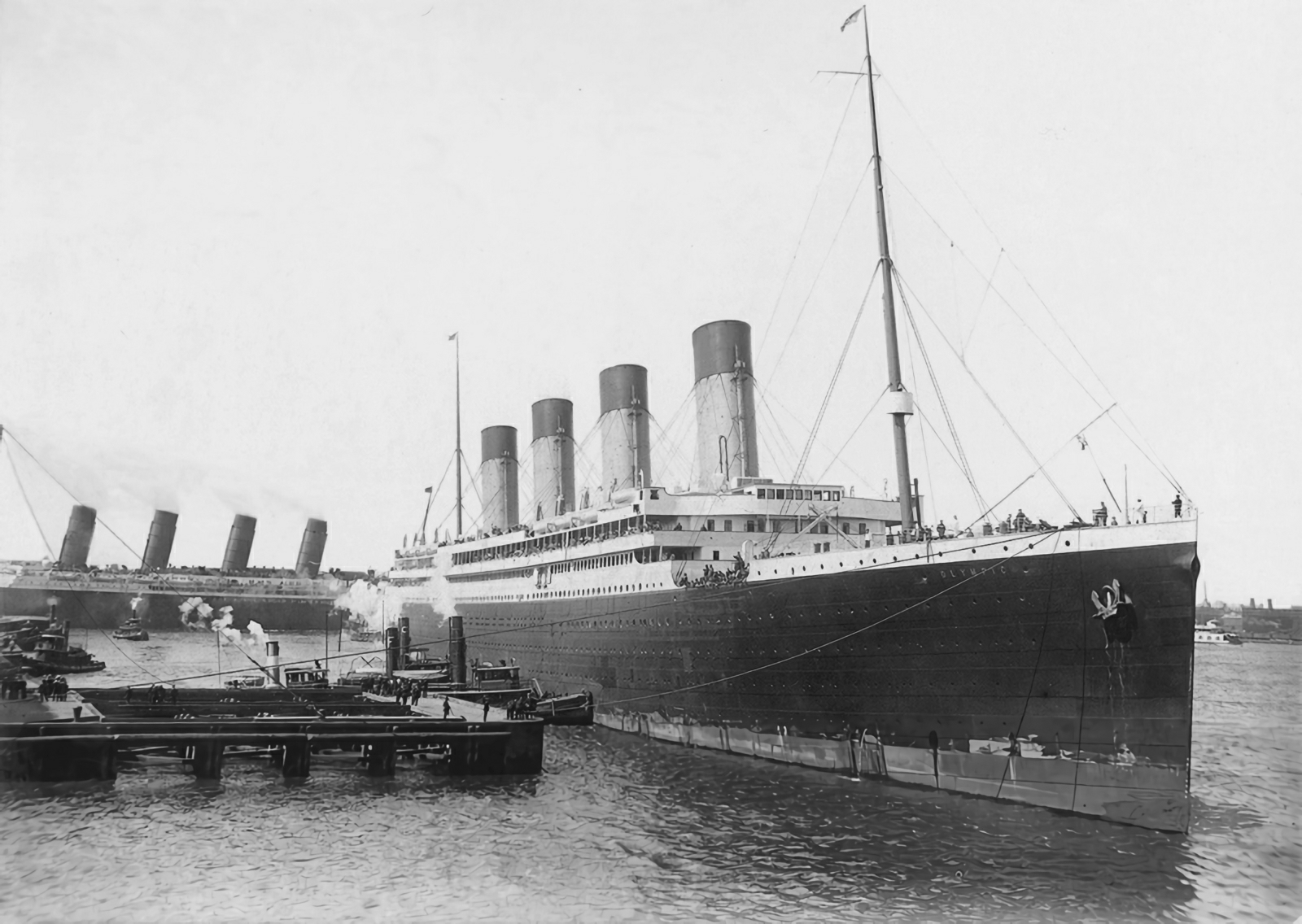
L’Olympic et le Lusitania, deux paquebots à quatre cheminées, font escale dans le port de New York.

Quatorze paquebots à quatre cheminées sont construits entre 1897 et 1921. Ce sont les seuls dans l'histoire à avoir arboré autant de cheminées, à l'exception du Great Eastern qui, en 1860, en comptait à l'origine cinq. Dans la mesure où ces cheminées sont généralement en surnombre, une partie étant factice, elles illustrent la volonté de gigantisme des compagnies maritimes du début du XXe siècle. Elles servent en effet à donner une impression de sécurité et de puissance aux passagers.
Sur ces quatorze navires, douze servent sur la route de l'Atlantique Nord. Cinq d'entre eux sont allemands, huit sont britanniques, et le dernier est français. Tous font partie des plus grands et prestigieux navires de leur temps. Cependant, à l'aube de la Première Guerre mondiale, la mode des navires à quatre cheminées passe. Deux derniers sont construits après le conflit, et un seul survit jusqu'à la fin de la Seconde Guerre mondiale, l’Aquitania.

## Histoire

### Pourquoi autant de cheminées?

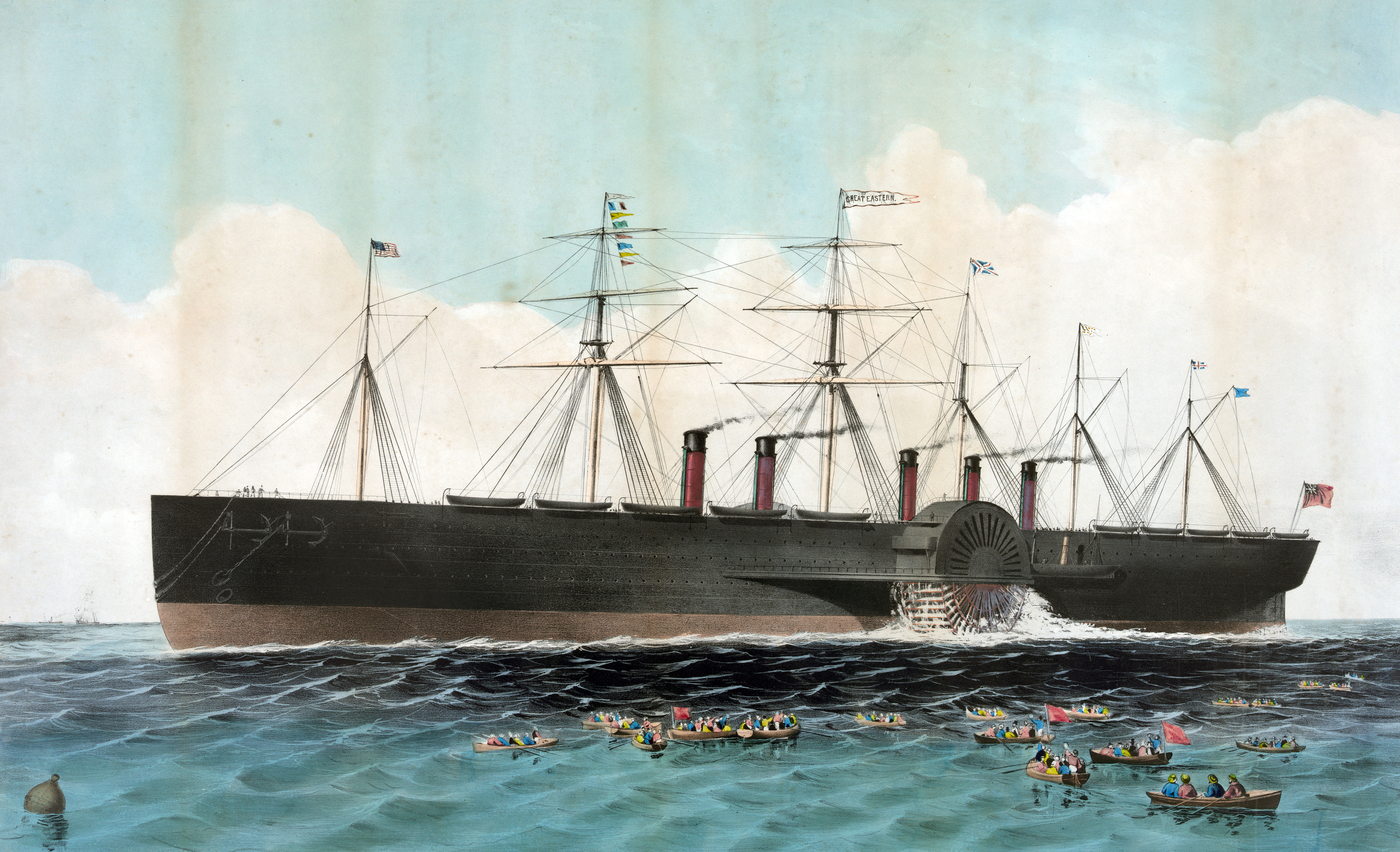
Le Great Eastern est le seul paquebot ayant arboré cinq cheminées.

Le nombre de cheminées d'un navire donne une impression de grandeur qui vise à impressionner la clientèle. Lorsqu'il est mis en service en 1860, le Great Eastern est le plus grand navire au monde (et son record n'est pas dépassé pendant quarante ans), et arbore cinq cheminées qui contrastent avec les cheminées uniques des paquebots contemporains. Dans le cas du Great Eastern, il n'y a pas de cheminées postiches : Comme on peut le voir sur l'illustration il y a deux groupes de cheminées bien distincts deux à l'avant et trois plus en arrière. En effet le navire est équipé de deux systèmes de propulsion bien distincts : une machine à cylindres oscillants de 1000 Cv (les deux cheminées avant) actionne les roues à aubes tandis que les trois cheminées arrière correspondent à une autre salle des machines (1600 Cv) actionnant une unique hélice. Cette disposition assez étrange est le reflet de l'époque de la conception du Great Eastern, où l'on débat encore des mérites respectifs des deux modes de propulsion. Isambard Brunel, le génial concepteur du navire est convaincu des vertus de l'hélice mais a souhaité conserver des roues à aubes (et également six mâts - un record - équipés de voiles) pour rassurer la clientèle traditionaliste.
Cependant, le navire peine à séduire la clientèle et fait la plupart de ses traversées à vide avant d'être plusieurs fois reconverti, perdant une de ses cheminées au cours de sa carrière. À la suite de cet échec, la taille des navires est réduite, et il en va de même pour le nombre de cheminées. Jusqu'à la fin du siècle, les navires les plus grands n'arborent que deux ou trois cheminées.
C'est en 1897 que l'Allemagne lance la mode des quatre cheminées, avec le Kaiser Wilhelm der Grosse, premier paquebot construit avec quatre cheminées. Le nombre de cheminées correspond en principe au nombre de chaudières (regroupées dans des compartiments appelés rues de chauffe : plus de cheminées signifie plus de surface de chauffe et plus de production de vapeur donc plus de vitesse). Très vite, celles-ci deviennent symbole de puissance (symbole renforcé par la conquête du ruban bleu par le navire), et quatre autres grands paquebots allemands en arborent. Le nombre de cheminées devient également, dans l'imaginaire collectif, une marque de sécurité et de solidité du navire.
En pratique, il n'est pas rare que des navires s'équipent de cheminées « postiches » pour singer les vrais « lévriers des mers » (tels le Mauretania , le Lusitania ou les redoutables paquebots allemands de la NDL, seuls challengers crédibles pour le record du ruban bleu).
La même ruse vaut d'ailleurs aussi pour certains navires de guerre comme le croiseur corsaire allemand Emden qui s'orne d'une cheminée factice démontable lui permettant de se faire passer pour un croiseur anglais.

### Apogée et fin de l'effet de mode

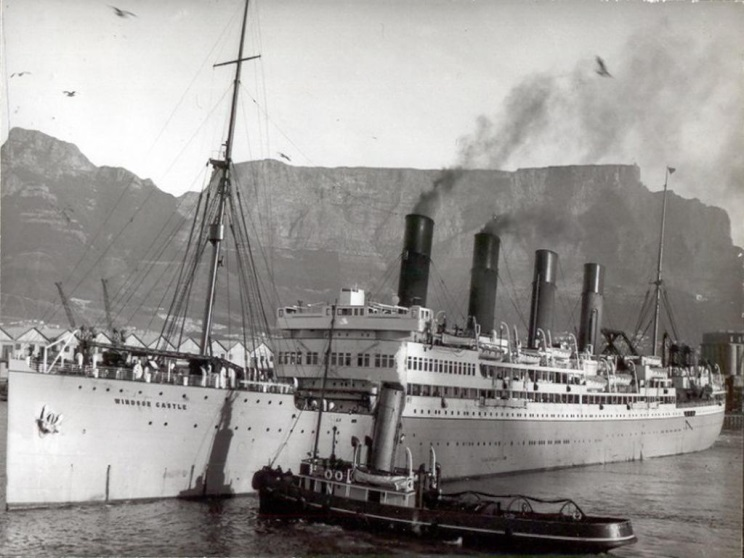
Le Windsor Castle est l'un des deux seuls paquebots à quatre cheminées construits pour desservir une route autre que la ligne transatlantique.

La silhouette des navires de classe Kaiser devient rapidement familière pour les passagers des compagnies transatlantiques. Aussi, lorsqu'elle envisage de construire les plus grands et plus rapides navires du monde, la Cunard Line décide de pourvoir ses nouveau-nés de quatre cheminées. Le Lusitania et le Mauretania, outre l'impression favorable qu'elle donne à la clientèle quant à la puissance et à la solidité du navire, équilibre également la silhouette du paquebot. La rivale de la Cunard, la White Star Line, prend la décision de quatre cheminées pour ses navires de classe Olympic ; la quatrième cheminée est en réalité destinée à ventiler les cuisines. Avec son France, la Compagnie générale transatlantique adhère à l'effet de mode, bien que le navire arbore des dimensions moindres. L’Aquitania reprend pour sa part, en 1914, la silhouette des deux « lévriers des mers » de la Cunard.
La mode des quatre cheminées est cependant déjà passée. Le naufrage du Titanic remet en effet en question l'idée de sécurité qui est liée au nombre. Ainsi, le nouveau plus gros paquebot au monde, l’Imperator n'arbore plus que trois cheminées, le directeur de la Hamburg America Line désirant créer un nouveau style de navires. Deux derniers navires, l’Arundel Castle et le Windsor Castle sont mis en service avec quatre cheminées, en 1921 et 1922, mais deux d'entre elles sont retirées à chaque navire lors d'une refonte visant à les moderniser, en 1937,. L’Aquitania est le dernier quatre cheminées retiré du service, en 1949.

## Navires

### Allemands

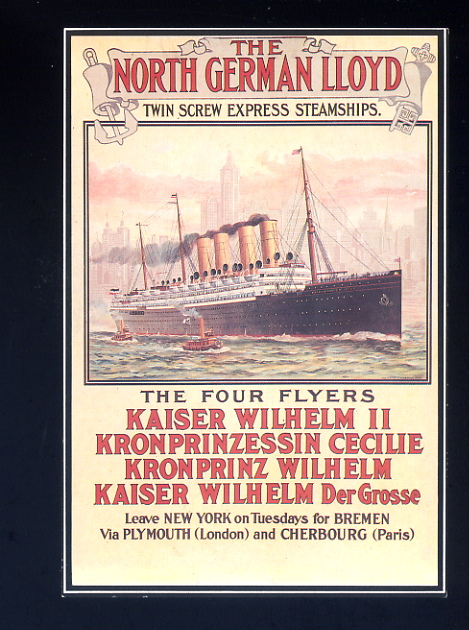
Affiche faisant la promotion des « Four Flyers » allemands.

Les Allemands sont les premiers à avoir lancé le concept de navire à quatre cheminées, avec la série des « Four Flyers » mis en service de 1897 à 1906 pour la Norddeutscher Lloyd. Ce sont le Kaiser Wilhelm der Grosse, le Kronprinz Wilhelm, le Kaiser Wilhelm II et le Kronprinzessin Cecilie. Ils se distinguent par des cheminées groupées deux par deux : elles résultent de conduits en forme de Y conçus pour conduire la fumée dans toutes les cheminées, le navire n'en ayant à l'origine besoin que de deux. Les trois premiers s'illustrent par leur vitesse en s'emparant du Ruban bleu, tandis que le quatrième est centré sur la taille et le luxe. Durant la Première Guerre mondiale, le Kaiser Wilhelm der Grosse est sabordé au large des côtes d'Afrique, tandis que les trois autres sont saisis par le gouvernement américain. Aucun ne retrouve par la suite de service commercial.
L'Allemagne possède un autre paquebot à quatre cheminées. Il s'agit du Deutschland, mis en service par la Hamburg America Line (HAPAG) en 1900. Ce navire est également conçu pour la vitesse, qui se révèle être son seul argument de vente. Le roulis et les vibrations qu'il génère finissent par faire fuir la clientèle lorsque ses records tombent, et sa carrière est une suite d'échecs jusqu'à sa démolition en 1925.

### Britanniques

#### Les «lévriers des mers»

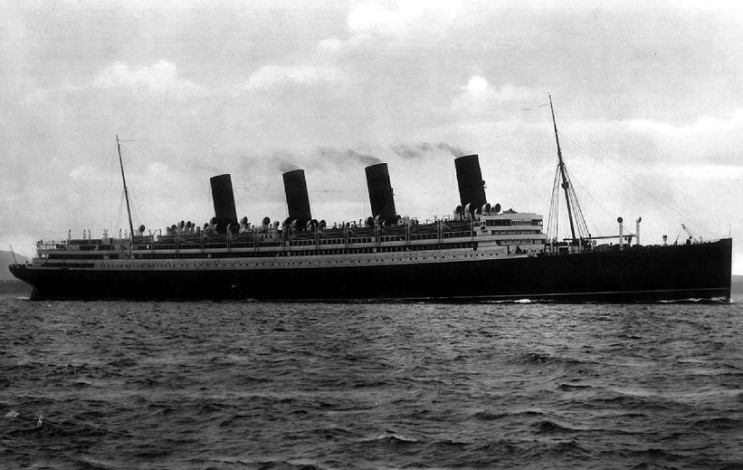
L’Aquitania est le dernier des paquebots à quatre cheminées de l'Atlantique Nord.

Les premiers navires à quatre cheminées battant pavillon britannique sont le Lusitania et son jumeau le Mauretania. Tous deux sont bâtis par la Cunard pour battre des records de vitesse et décrocher le Ruban bleu, que le Mauretania conserve vingt ans. La présence de quatre cheminées sur ces navires participe à cette idée de gigantisme et de puissance. Outre leur vitesse, ces navires sont les plus grands de leur époque.
Un troisième jumeau leur est adjoint en 1914, l’Aquitania. Nettement plus grand et volumineux, il est également moins rapide. Il conserve cependant leur silhouette et, de fait, leurs quatre cheminées. C'est le dernier navire sillonnant l'Atlantique nord à en porter autant, et le dernier des paquebots à quatre cheminées en service, lors de sa démolition en 1949.

#### La classe Olympic
La White Star Line répond à la construction des navires marchant à une grande vitesse de la Cunard par la mise en service des trois paquebots de classe Olympic : l’Olympic, le Titanic et le Gigantic (renommé Britannic durant sa construction). Ces navires ne sont pas destinés à la vitesse, mais uniquement au luxe et à la sécurité, ainsi qu'à la taille. Leur quatrième cheminée est ainsi factice et sert à harmoniser la silhouette du navire et à aérer la salle des machines.
Des trois navires, seul le premier finit une traversée commerciale, le Titanic faisant naufrage lors de sa traversée inaugurale, et le Britannic sombrant durant la guerre alors qu'il sert de navire hôpital. Seul l’Olympic fait donc partie des « quatre cheminées » sillonnant l'Atlantique Nord dans les années 1920.

#### Union-Castle Line
Deux autres paquebots britanniques arborent quatre cheminées. Ce sont également les seuls paquebots de ce type à ne pas servir sur la ligne transatlantique. Il s'agit de l’Arundel Castle et du Windsor Castle, deux paquebots de l'Union-Castle Line. Chargés de desservir l'Afrique du Sud, ils sont mis en service en 1921 et 1922, bien que leur construction ait été envisagée dès 1916.
Bien qu'ils soient les derniers « quatre cheminées » construits, ils ne sont pas les derniers à disparaître. En effet, au milieu des années 1930, la compagnie les envoie aux chantiers Harland & Wolff de Belfast pour les moderniser. Leurs cheminées sont alors réduites au nombre de deux.

### Français

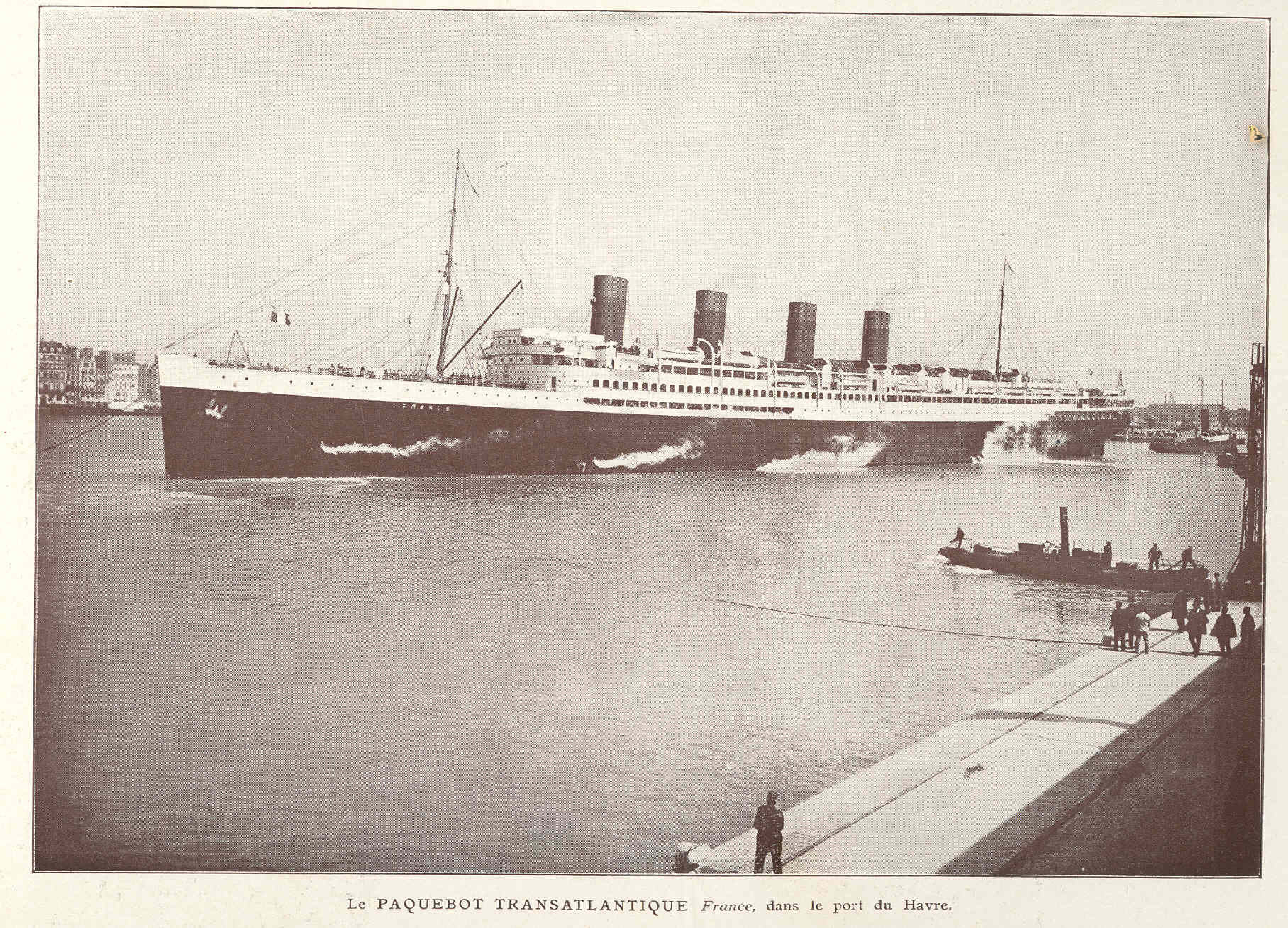
Au Havre.

La France ne construit qu'un paquebot à quatre cheminées dans son histoire. Il s'agit du France mis en service en 1912 par la Compagnie générale transatlantique. Bien que de taille modeste par rapport à ses contemporains britanniques et allemands, le navire se distingue par son luxe qui lui vaut le surnom de « Versailles de l'Atlantique », et demeure un temps l'un des fleurons de la marine française. Il est démantelé en 1932.